# Francisco Xavier Pais Barreto
Francisco Xavier Paes Barreto (Cimbres, 17 de setembro de 1821 — Rio de Janeiro, 28 de março de 1864) foi um juiz e político brasileiro.
Foi ministro da Marinha (ver Gabinete Ferraz), ministro dos Negócios Estrangeiros (ver Gabinete Zacarias de 1864), deputado geral, presidente de província e senador do Império do Brasil em 1864.